# Чарлс Пърс
Чарлс Сандърс Пърс (на английски: Charles Sanders Peirce) (1839 – 1914) е американски философ, логик, математик, химик, семиотик, енциклопедист, основател на философското течение прагматизъм.
Пърс е химик по образование и е работил като учен 30 години. Известен е повече с приносите си в логиката, математиката, философията, семиотиката (и прагматиката, която сам основополага). Философът Пол Вайс пише в Речника на американските биографии (1934) за него: „най-оригиналният и многостранен сред американските философи и най-великият американски логик“ (Brent, 1). Пърс е бил силно пренебрегнат докато е бил жив. Много от неговите текстове са все още непубликувани.
Макар че пишел предимно на английски, Пърс публикувал някои статии с популярно съдържание и на френски. Иноватор в областите на математиката, изследователската методология, философията на науката, епистемологията и метафизиката, Пърс смятал себе си за логик най-напред и преди всичко. Той има съществен принос към логиката, като има основни приноси по отношение на формалната логика, но самият той разбирал под „логика“ нещо доста по-обхватно, тоест области, които днес са наричани философия на науката и епистемология. В същото време Пърс гледа на логиката като клон на семиотиката, на която той е всъщност основател. През 1886 година той забелязва, че логически операции могат да бъдат пренесени с променливи електрически вериги, идея, използвана десетилетия по-късно за производството на цифрови компютри.
Бъртранд Ръсел изказва мнението, че „Извън всякакво съмнение […] той е бил един от най-автентичните и оригинални умове на късния 19 век, и определено най-великият мислител на Америка за всички времена“ (В същото време обаче, неговата Principia Mathematica изобщо не споменава името Пърс). Карл Попър гледал на Пърс като „един от най-великите философи на всички времена“.

## Биография
Роден е през 1839 г. в Кеймбридж, Масачузетс. На 12 г. чете с интерес Имануел Кант. Завършва химия с бакалавърска степен. Преподава няколко години Логика в университета „Джонс Хопкинс“, но е изгонен „по морални причини“. Така и не успява да направи академична кариера. Умира през 1914 г. в крайна бедност.

## Произведения
- „Относно някои способности, приписвани на човека“ (1868)
- „Някои следствия от четирите неспособности“ (1868)
- „Укрепване на вярването“ (1877)
- „Как да направим идеите си ясни“ (1878)
- „Какво е прагматицизмът“ (1905)

Дотук събраните му съчинения на английски са издадени под заглавието Collected Papers of Charles Sanders Peirce, Cambridge, Massachusetts: Harvard University Press, 8 vols. (1931 – 1958), а от 1982 г. започва Хронологичното издание, от което са отпечатани 8 тома Writings of Charles Sanders Peirce: A Chronological Edition. Indianapolis: Indiana University Press, 1982.

## Основни (философски) възгледи
Мисълта на Пърс е повлияна от сциентизма на Огюст Конт, Шотландската школа и философията на Кант. Характеристиките на неговата доктрина са следните:
1. изследването е движение от състояние на съмнение към състояние на вярване;
2. фалибилизъм – всяко познание е опровержимо;
3. прагматически принцип;
4. реализъм – природните закони съществуват реално, а не са само продукт на нашия интелект;
5. истината е „окончателното мнение, което ще бъде постигнато от общността на учените“;
6. стихизъм – случайността е основен елемент на реалността, нищо не е абсолютно детерминирано;
7. Бог е обект на вярата, за него не може да се постигне научно познание.

## Епистемология
Епистемологията на Пърс се основава на следните основни допускания:
1. всяко изследване започва от състояние на съмнение, като крайната му цел е достигане до състояние на вярване (belief). Това не са психологически състояния, а по-скоро такива на ума. Съмнението подтиква ума да търси истината, а вярването му дава покой.
2. Истината не е абсолютно понятие, а се дефинира в контекста на изследването.
3. Реалността е напълно обективна и независима от нашите желания и това, което мислим за нея.

В епистемологията на Пърс се съчетават различни концепции за природата на истината. Най-значителна е прагматическата, основаваща се на т.нар. Прагматически принцип. Според него ние можем да дефинираме значението на едно интелектуално понятие според практическите последици, които биха произтекли от боравенето с него. Така например твърдостта на диаманта се разкрива в това, че той не може да бъде одраскан. Прагматическият принцип е насочен против неясните понятия във философията и в науката, като в определена степен изисква класическата метафизика да бъде подложена на критика. Погрешно е обаче да се смята, че сетивните последици са актуалните такива – напротив, Пърс се интересува само от потенциалните, от тези, които биха могли да се случат или биха се случили при определени обстоятелства. Уилям Джеймс трансформира така Прагматическия принцип, че да разглежда само актуалните последици за индивида. Но прагматическата теория за истината съществува паралелно с теорията за финалното мнение – това е възгледът на Пърс, че общността на учените все някога ще достигне до едно финално мнение за нещата, и че тогава изследването ще приключи. Според интерпретациите на критиците, това означава, че общността на учените ще достигне до окончателна дефиниция на всичко, което е познато, или ще разбере със сигурност, че това, което е смятано дотогава за подлежащо на корекции, е напълно истинно. Въпросната концепция за финалното мнение дава основание да се мисли, че Пърс е убеден в обективността на познанието и в това, че истината може да бъде достигната само от общността, а не от индивида.

## Метафизика
Често прагматизмът бива считан погрешно за философско учение, което отрича метафизиката. Прагматическият принцип всъщност отрича само неясните понятия и изисква всяко интелектуално (т.е. такова на науката) да бъде дефинирано според определени критерии. Чарлс Пърс още от началото на философското си развитие изпитва силно влечение към метафизическа проблематика. Той иска да построи една система, която да включва цялото възможно знание. В крайна сметка успява да създаде една систематична философия, която обаче никога не добива характера на система. Това е причината да се смята, че има противоречие между неговата епистемология, основана на Прагматическия принцип, и неговата метафизика. По-правилно е обаче да говорим не за метафизика, а за еволюционна космология при Пърс. Приемайки принципа на еволюционизма в космически мащаб, Пърс вижда развитието на космоса като преминаване от състояние на чисто качество, на потенциалност, през реакциите на физическия свят, до създаването на закономерности – природните закони. Във вселената също така основни принципи са тези на случайността, на непрекъснатостта и на любовта. Така Пърс в своите метафизически произведения излага следните учения:
1. За трите категории – Първичност (чувство, потенциалност, спонтанност), Вторичност (реакция, действие, противодействие, материален свят), Третичност (разумност, навик, природен закон). Ние можем да ги открием навсякъде в някаква комбинация. С категориите се занимава феноменологията, или фанероскопията, както Пърс я нарича по-късно, за да не се бърка с феноменологията на Хегел.
2. Тихизъм – учение, според което случайността е напълно действителна и ще съществува до края на развитието на космоса. Винаги можем да очакваме отклонения от природните закони.
3. Синехизъм – учение, основано на математическите изследвания на Пърс. Според него непрекъснатостта е напълно действителна. Без нея не би имало развитие.
4. Агапизъм – учение, според което любовта е основна действаща сила в космоса. Според Пърс, любовта е главният фактор на космическата еволюция.

В края на развитието на космоса стои „конкретната разумност“, т.е. състоянието, в което всички значения ще бъдат дефинирани. Неясно е какво има предвид Пърс, говорейки изобщо за някакъв край. Дали там стои Бог, дали там е Абсолютът на Хегел, и възможно ли е въобще да говорим за край на развитието?
Така се оказва, че науката, растежът на човешкото познание, е част от развитието на универсума. Според изследователят Мъри Мърфи (Murray Murphey)), прагматизмът не бива да бъде приеман сам по себе си, а трябва да се интерпретира във връзка с метафизиката на Пърс. Проблемът за познанието и истината е само част от групата въпроси, засягащи пораждането, същността и развитието на космоса.

## Философия на религията
Пърс е умерен, но и прецизен в своите текстове, посветени на религиозни въпроси. Той се въздържа от прокламирането на някаква неприкосновеност на религиозните вярвания, но и заема една толерантна спрямо тях позиция. Разбиранията му са съчетани в една единна доктрина, която обаче има три отделни тези. Концепцията на Пърс за религията може да се раздели на три основни елемента: „живата религия“, или теорията за „живото вярване“, това, което е практически важно; отношението към религиозната догматика, което е в голяма степен негативно, но не и изцяло пренебрежително; идеята за „брака на науката и религията“, или за предстоящото изчистване на религията от елементите, които биха я поставили в противоречие с науката. „Прагматична“ е първата теза, която сближава най-много двамата основоположници на прагматизма; във втората част на своята доктрина Пърс се стреми да изведе от християнските доктрини принципи, които могат да се „облекат“ метафизически и да се съчетаят с модерните научни теории. Остава третата – тук трябва да се подчертае, че предположението за бъдещия „брак“ на наука и религия, без да се има предвид Пърсовият еволюционизъм, е само едно добро пожелание, отправено от Пърс, което трябва да задоволи и учения, и вярващия – без да изключим самия него, защото той има „научно образование и религиозна съвест“, по думите на Юрий Мелвил. Пърс търси едно възможно усъвършенстване на християнството, виждано вече като една безполезна и неразбираема догматика. Той никога не престава да смята себе си за вярващ християнин, дори и колебаейки се между унитарианство и тринитарианство, между антропоморфистката и ортодоксалната представа за Бога, между еволюционизма и теорията за Божествения замисъл.

## Семиотика и видове знаци
Пърс предложил няколко типологии и дефиниции за знаци. Повече от 76 дефиниции за знаци са събрани между съчиненията на Пърс, някои от тях са канонични типологии, но една от категорично значение – тази за разграничаването на знаците на икони, индекси и символи.
Тази типология набляга на различните начини, по които репрезентиращото адресира или реферира обекта, чрез конкретното включване на интерпретант.
- Икона е знак, който денотира своите обекти, чрез наличието на качества, които споделя с тях. Знакът е видян като наподобяващ или имитираш обекта, към който реферира (с други думи вилица на пътен знак показва място за спиране, почивка и хранене). Знакът уподобява обекта. Той споделя характерна черта или аспект от него, които позволяват той да бъде интерпретиран като знак, дори когато обектът не присъства, не е видим.

- Индекс е знак, които денотира своя обект чрез средствата на екзистенциална връзка, която има с него. За да може индекса да е сигнифициращ, връзката с обекта е от съществено значение. Репрезентацията е директно свързана по някакъв начин, физически или случайно, с денотирания обект (пушекът индикира огън). Така че индексът отнася към обекта, защото в действителност наистина е повлияван и модифициран от обекта, и така служи за следа, диря за съществуването на обекта.

- Символ е знак, който денотира своите обекти само чрез факта, че се интерпретира по този начин. Репрезентирането тук нито наподобява обекта нито води, индексира до него, но сигнификацията тук е толкова фундаментална, обща и конвенционална, че не може да бъде сбъркана и се научава на базата на общо съгласие за подобен вид означаване на съществуващия обект. (Например повечето думи са символи, защото нито наподобяват обекта, нито директно индикират на него, например думата „котка“.) Така че символът денотира основно на базата на своята интерпретанта. Неговото действие (семиозис) се управлява от конвенция, повече или по-малко систематична редица от асоциации, които гарантират това негово интерпретиране.

Тези дефиниции за знак са естествено специфични за пърсовата теория за знака, и не са непременно равнозначни на ежедневната употреба днес на думите икона, индекс, символ.